# Vaisi
Vaisi is een plaats in de Estlandse gemeente Lääne-Nigula, provincie Läänemaa. De plaats heeft de status van dorp (Estisch: küla).
Tot in oktober 2017 viel Vaisi onder de gemeente Nõva. In die maand werd Nõva bij de fusiegemeente Lääne-Nigula gevoegd.

## Bevolking
Het dorp had 35 inwoners op 31 december 2011 en 28 inwoners op 31 december 2021.

## Ligging
Vaisi ligt tegen de grens tussen de provincies Läänemaa en Harjumaa. De rivier Veskijõgi loopt door het dorp. Vlak voordat ze uitkomt in de Baai van Keibu, onderdeel van de Oostzee, vormt ze de grens met het buurdorp Nõva. Het noordelijk deel van Vaisi ligt in het natuurgebied Nõva-Osmussaare hoiuala (223 km²), dat doorloopt in het dorp Keibu in Harjumaa.